# Johan Castberg

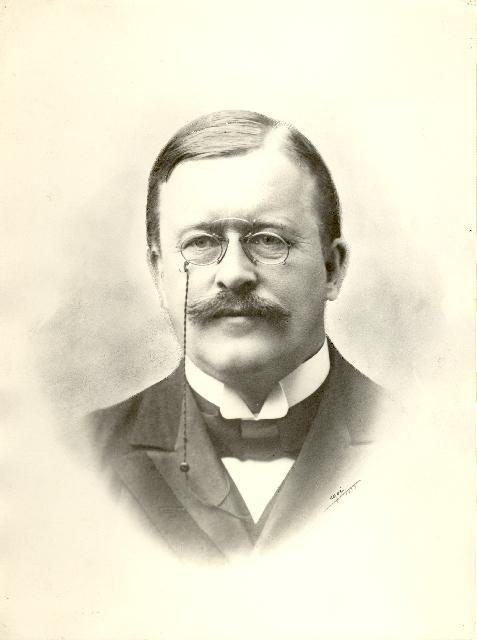
Johan Castberg.

Johan Castberg, född 21 september 1862 i Brevik i Telemark, död 24 december 1926 i Oslo, var en norsk ämbetsman och politiker. Han var kusin till Peter Harboe Castberg.
Efter en mångsidig verksamhet som ämbetsman, advokat, journalist och kommunalman invaldes Castberg 1900 av venstre i Stortinget, som han tillhörde fram till 1909, och åter 1913–1921 och 1924–1926. Han var en häftig motståndare till Christian Michelsen och "samlingspolitiken" och redan 1906 stod Castberg i spetsen för venstres radikala flygel, arbeiderdemokraterne. i sitt orubbliga motstånd mot Karlstadsöverenskommelsen gav han uttryck för sin "norsk-norska" uppfattning, längre fram under första världskriget visade han den i motvilja mot allt nordiskt samarbete. 
Vid sidan av sitt ledarskap för arbeiderdemokraterne – de framlade vid valen 1906 och 1909 två starkt radikala jordprogram – deltog Castberg i politiken som justitieminister i Gunnar Knudsens första ministär 1908–1910. Den konsolidering av venstre, varur den radikala falangen under Knudsens ledning framgick, var till stora delar Castbergs verk. Han var därefter även handels- och socialminister i Knudsens andra ministär 1913, men lämnade posten på grund av meningsskiljaktigheter med regeringschefen, speciellt i tullfrågor. Under första världskriget blev Castberg alltmer politiskt isolerad. Åren 1919–1921 var han ledare för Stortingets förbudsgrupp.